# Грабоїд

Вигляд грабоїда

Грабо́їди (англ. Graboid, від grab — хапати) — вигадані реліктові хижі істоти з фільмів серії «Тремтіння землі».

## Фізіологія

Вигляд шрайкера

Грабоїди — дуже давні реліктові істоти, відомі за скам'янілостями девонського періоду. Ймовірно, вони походять від тварин, схожих на каракатиць.

Грабоїди впродовж життя змінюють декілька форм. Кожна поводиться по-своєму та становить різні загрози для людей. Грабоїди вилуплюються з яєць як невеликі червоподібні тварини, знані під назвою «грязеві дракони», що мешкають у землі. Вони перетворюються на великих грабоїдів, які після споживання великої кількості їжі стають двоногими шрайкерами, що пересуваються по поверхні землі. Шрайкери розвиваються у ес-бластерів, які літають завдяки хімічній реакції та поширюють яйця. Шрайкери та ес-бластери сліпі, проте орієнтуються на тепло.

Вигляд ес-бластера

Існують різні популяції грабоїдів, які відрізняються фізіологією: в США, Африці та Арктиці. Червоподібні грабоїди відомі своєю здатністю швидко рухатися під землею, але також вони вміють плавати у прісній та солоній воді. В фільмах не пояснюється, мають таку здатність усі грабоїди, чи окремі їхні підвиди.

## Стосунки з людьми
Люди не знали про існування грабоїдів до 1889 року, коли вперше зіткнулися з ними в США, у штаті Невада. Але основні зустрічі з грабоїдами відбулися вже наприкінці XX — початку XXI століть, під час подій сюжетів фільмів серії «Тремтіння землі». Також у фільмах висуваються припущення, що грабоїди були прообразом для деяких міфічних істот, включаючи бразильського мінхочао та олгой-хорхоя з пустелі Гобі.

## Оцінки
Згідно з сайтом Collider, грабоїди нагадують піщаних червів з «Дюни», але завдяки розумному дизайну та гумористичній спрямованості фільмів, цікавіші. Саме грабоїди визначили популярність франшизи, творам якої бракує глибини сюжету.
На думку редакції сайту Reactormag, хоча «Дюна» Девіда Лінча (1984) і «Бітлджюс» Тіма Бертона (1988) вже дали світові різні версії гігантських піщаних черв'яків, грабоїди дещо дивніші й огидніші. Їхній вигляд тривожить своєю схожістю зі звичайними істотами. Перший фільм про грабоїдів спершу змушує глядачів уявити монстрів, а потім поступово розкриває їхній вигляд через серію туманних випадків, що й робить грабоїдів страшними.